# Loxioda fasciosa
Loxioda fasciosa là một loài bướm đêm trong họ Noctuidae.